# Vojvoda
Vojvoda ili vojvotkinja (lat. dux) pripadnici su plemstva, povijesno prvi ispod kralja ili kraljice, a obično upravljaju vojvodstvom.
Titula se, kako u slavenskim jezicima, tako i u germanskim, a prethodno i u latinskom i romanskim jezicima, razvila iz oznake za vojskovođu. U hrvatskom jeziku se za plemiće tog ranga koristilo također i termine "herceg"('erceg) ili knez.
U srednjem vijeku vojvode su po rangu bile odmah ispod kralja i nadređene grofovima. Ipak, postojale su i suverene vojvode, te je pojam imao različit sadržaj u različitim krajevima i u različitim povijesnim razdobljima.
U novom vijeku, ova titula dodjeljuje se obično bez ikakvih teritorijalnih ingerencija kao najviši plemićki čin u Francuskoj, Portugalu, Španjolskoj, Ujedinjenom Kraljevstvu i Italiji.

## Povijest

### Rimsko Carstvo
Izvorno, u Rimskom Carstvu naslov dux pridavan je zapovjedniku neke vojske ili vojnog poslanja koji je imao samo vlast nad povjerenim mu vojnicima. U početku taj je naslov bio namijenjen samo barbarskim zapovjednicima, a kasnije je postao službeni rimski naslov. Po podijeli civilnih i vojnih službi u 4. stoljeću, dux je postao zapovjednik svih jedinica na vojnom području, što je često odgovaralo jednoj ili više provincija. Ovaj čin bio je niži od čina comes rei militaris.

### Srednji vijek
Kroz srednji vijek, nakon slabljenja rimske moći u Zapadnoj i Središnjoj Europi, ovaj su naslov rabila germanska kraljevstva, ponajviše kako bi označili upravitelje starih rimskih provincija.

#### Vizigoti
Vizigoti su zadržali rimsku podjelu svoga kraljevstva u Španjolskoj, a čini se da su nad tim pokrajinama vladali vojvode. Oni su bili najviši vladari zemlje, te ih je kao i biskupe birao kralj, posebice u posljednjim godinama kraljevstva.

#### Langobardi
Kad su Langobardi stupili na tlo Italije, latinski su ljetopisci njihove vođe nazivali duces - vojvode. Kasnije su ti vođe postali pokrajinski vladari, svaki sa svojim sjedištem. Premda su službeno bili podređeni kralju, sama ideja kraljevstva bila je Langobardima nova, te su ovi vojvode u velikoj mjeri vladali samostalno, posebice u južnoj Italiji, gdje su spoletski i beneventanski vojvode vladali kao suvereni. Langobardski kraljevi birani su iz redova vojvoda, koji su pak svoju službu nastojali učiniti nasljednom. Njima su podložni bili grofovi i gastaldi. Ovi posljednji postojali su isključivo među Langobardima, a vršili su izvorno sudsku službu koja je otprilike odgovarala razini grofova.

#### Franci
Franci su imali vojvode kao upravitelje nekadašnjih rimskih provincija, iako su vodili i vojne pohode daleko od svojih vojvodstava. Vojvode su bili najviši službenici, a među njima su odabirani kraljevi vojskovođe u doba rata. Svakog svibnja sastajali su se s kraljem kako bi raspravljali o planovima za sljedeću godinu.
U Burgundiji i Provansi češće se umjesto naslova vojvode (dux) rabio naslov prefekt ili patricij, vjerojatno zbog već uznapredovale romanizacije tih krajeva.
U kasnoj merovinškoj Galiji koristio se naslov dux et princeps Francorum (vojvoda i knez Franaka), koji je označavao vrhovnu vojnu vlast nad čitavim narodom i tako je rabljen sve do kraja karolinške dinastije 987.

##### Plemenska vojvodstva
U ranom 10. stoljeću, sa slabljenjem karolinške vlasti u istočnoj Franačkoj, pokrajine kojima su prije vladali vojvode pod franačkom vlašću, sada postaju neovisne. Ova su vojvodstva nazivana „plemenskim vojvodstvima“ (njem. Stammesherzogtum), čiji izvori i način nastanka izazivaju velike rasprave, uglavnom političke prirode. Izvornih sedam takvih vojvodstava bila su ona u istočnoj Franačkoj: Saska, Frankonija, Bavarska, Švapska i Lotaringija.

#### Hrvati
I među Hrvatima zabilježen je naslov dux, a hrvatski vladari označavali su se kao duces Croatorum. Taj je naslov nosio već Trpimir, te se nazivao Trpimirus, dux Croatorum ili dux Croatorum iuvatus munere divino. U hrvatskoj se historiografiji taj naslov obično prevodi kao knez, koji više odgovara latinskom princeps, tako da ovi naslovi prevedeni glase: „Trpimir, knez Hrvata“ i „knez Hrvata božanskom pomoću“. Trpimirov primjer slijedio je i Branimir. Muncimir je koristio kako naslov dux (divino munere Croatorum dux), tako i naslov princeps (na natpisu iz Uzdolja kod Knina). Tomislav je nastavio s uporabom naslova princeps - knez, a kasnije mu je pridan i naslov rex - kralj.
Razvidno je iz ovoga da je uloga koju je među Hrvatima imao dux i princeps slična onoj koju su ti naslovi označavali u merovinškoj i karolinškoj Franačkoj.
U razvijenom srednjem vijeku, pod vlašću Arpadovića nije bilo teritorijalnih jedinica koje bi odgovarale vojvodstvima, no često su se članovima kraljevske obitelji dodjeljivala neka područja kao njihova vojvodstva (vidi herceg). Takav je slučaj na hrvatskom području najčešće bilježen za Slavoniju. U doba Jagelovića samo dvojica vojvoda nisu pripadala vladajućoj kraljevskoj obitelji. Bili su to Ivaniš Korvin, sin kralja Matije Korvina i Lovro Iločki, sin bosanskoga kralja Nikole Iločkoga.

#### Engleska
U razdoblju Anglo-Sasa najviši dostojanstvenici do kralja bili su ealdormani (kasnije će se pod danskim utjecajem nazivati earl) koji su se pak na latinskom prevodili kao duces.
U kasnom srednjovjekovnom razdoblju Edvard Crni Princ postao je 1337. prvi vojvoda od Cornwalla, te je time postao prvi vojvoda kojemu je taj naslov dodijelio neki engleski kralj.

### Novi vijek
Do Napoleonskih ratova u Europi je postojao velik broj vojvodstava. Osobito se to odnosi na područja današnje Italije, Njemačke, te na područje Habsburške Monarhije.

#### Italija
Feudalna vojvodstva na području Italije uključivala su vojvodstva Acerenza, Spoleto, Savoja, Modena i Reggio, Benevento i Kalabrija u kojoj je naslov vojvode nosio prijestolonasljednik Napuljskoga kraljevstva. U vrijeme renesanse osobito je značajno bilo Vojvodstvo Milana.
Usto, vojvodstva su, po svome nazivu (tal. doge, venecijanski: doxe, hrv. dužd) bile i Genova i Mleci.

#### Dubrovnik
Slično Veneciji i Genovi, i dubrovački knez nosio je na latinskom naslov dux. U hrvatskoj historiografiji nije ga se nikad u ovom slučaju prevodilo kao „vojvoda“, premda je u naslovu Habsburgovaca, Dubrovnik bio uvijek smješten među vojvodstvima. Tako je Ferdinand I., car Austrije, među ostalima nosio i naslov Dux Lotharingiae, Salisburgi, Styriae, Carinthiae, Carnioliae; Dux superioris et inferioris Silesiae, Mutinae, Parmae, Placentiae et Guastallae, Osveciniae et Zatoriae, Teschiniae, Forojulii, Ragusae et Jaderae etc.

#### Austrija
U nasljednim habsburškim zemljama bilo je više vojvodstava. Među njima se navode sama Austrija, koja će se nazivati nadvojvodstvom, potom Hohenberg, Koruška, Štajerska, Kranjska. Habsburgovci su si dali naslov nadvojvoda, sve dok Austrija nije proglašena carstvom, a nadvojvoda austrijskim carem (1804.). Otada će prijestolonasljednik nositi naslov nadvojvode.

#### Njemačka
U Njemačkoj od 19. stoljeća svi nasljednici iz kraljevskih domova Bavarske i Württemberga, kao i iz domova velikih vojvodstava Mecklengurg-Schwerin, Mecklenburg-Strelitz i Oldenbur, nose naslov vojvoda umjesto dotadašnjeg princ (njem. Prinz).
Osim nabrojenih, postojao je veliki broj manjih vojvodstava koja su izgubila svoje značenje ujedinjenjem Njemačke.
Premda u Saveznoj Republici Njemačkoj nositelji ovih naslova nemaju više nikakav službeni status, na njih se i nadalje gleda kao na plemstvo, te su i nakon 1918. zadržali svoju ulogu u dinastijskim brakovima europskih kraljevskih, kneževskih i vojvodskih obitelji.

## Današnje stanje
Nakon ujedinjenja Italije 1870. i kraja njemačke monarhije 1918. nije bilo više suverenih vojvoda koji bi bili na vlasti u Europi. Jedino, kao viši naslov od vojvode, postoji veliki vojvoda Luksemburga.
U Ujedinjenom Kraljevstvu kralj ili kraljica nastavljaju dodjeljivati naslov vojvode, premda taj naslov na Britanskom otočju nikad nije uključivao neposrednu vlast nad nekim područjem.
U Španjolskoj naslov vojvode ili vojvotkinje daje se kraljevskim sinovima i kćerima, koji nisu prijestolonasljednici, po njihovu vjenčanju.
U Švedskoj svi prinčevi i princeze dobivaju doživotni naslov vojvode ili vojvotkinje.
U Nizozemskoj, nakon razlaza s Belgijom (1830.), ne postoje više vojvodstvo, a zadržao se naslov „Vojvoda limburški“ (niz. Hertog van Limburg) što ga nosi isključivo monarh.